# Julien d'Émèse
Pour les articles homonymes, voir Saint Julien.
Julien d'Émèse, aussi appelé Élian de Homs (en arabe : إليان الحمصي), fut un saint anargyre, donc guérisseur, né à Émèse (Homs en Syrie), et qui fut tué vers 284 pour avoir refusé de renoncer au christianisme, devenant de ce fait un martyr. Il est honoré le 6 février.
Il est probable que ses reliques reposent dans le sarcophage situé dans la petite chapelle à la droite de la crypte principale de l'église Saint-Élian de Homs. Avant sa destruction par l'État islamique en 2015, le monastère de Mar Elian, fondé au Ve siècle, vénérait sa mémoire en Syrie.